# Bacha posh
Bacha posh (em persa: بچه پوش, literalmente "vestido como um menino") é uma prática cultural adotada em algumas partes do Afeganistão, em que algumas famílias sem filhos escolhem uma filha para viver e se comportar como um menino. Isso permite que a criança se comporte mais livremente: frequentando a escola, escoltando suas irmãs em público e trabalhando. Bacha posh também permite que a família evite o estigma social associado ao não ter filhos do sexo masculino.

## Origens
O costume está documentado há pelo menos um século, mas provavelmente é muito mais antigo e ainda é praticado hoje. Pode ter começado com as mulheres se disfarçando de homens para lutar ou serem protegidas durante os períodos de guerra.
A historiadora Nancy Dupree disse a um repórter do The New York Times que se lembrava de uma fotografia que remonta ao início de 1900, durante o reinado de Habibullah Khan, na qual mulheres vestidas de homens guardavam o harém do rei porque, oficialmente, o harém não podia ser guardado por mulheres nem homens. "A segregação exige criatividade", disse ela, "essas pessoas têm a capacidade de lidar mais incrível".

## Visão geral da prática
No Afeganistão, há pressão social para que as famílias tenham um filho para seguir o nome da família e herdar a propriedade do pai. Na ausência de um filho, as famílias podem vestir uma de suas filhas como homem, aderindo à crença de que ter um bacha posh tornará mais provável que uma mãe dê à luz um filho em uma gravidez subsequente.
Uma menina que vive como menino, se veste com roupas masculinas características, tem o cabelo cortado curto e usa um nome masculino. O objetivo da prática não é enganar a muitas pessoas, como professores ou amigos da família, os mesmos estarão cientes de que a criança é realmente uma menina. Em sua família, ela ocupará um status intermediário, no qual não será tratada como filho nem como filha, mas não precisará cozinhar ou limpar como as outras meninas. Como bacha posh, uma garota é mais facilmente capaz de frequentar a escola, levar ou trazer recados, se mover livremente em público, escoltar suas irmãs em lugares onde não poderiam ficar sem um companheiro, praticar esportes e encontrar trabalho.
O status da garota como um bacha posh geralmente termina quando ela entra na puberdade, e as mulheres criadas dessa forma geralmente têm dificuldade em fazer a transição da vida de menino e se adaptar às restrições tradicionais impostas às mulheres na sociedade afegã.
Azita Rafaat, uma parlamentar eleita na Assembléia Nacional do Afeganistão para representar a província de Badghis, não teve filhos e criou uma de suas filhas como uma basha posh. Ela disse que entendia que "é muito difícil para você acreditar por que uma mãe está fazendo essas coisas com a filha mais nova" e que "estão acontecendo coisas no Afeganistão que realmente não são imagináveis para você como povo ocidental".
Osama, o filme de 2003 feito no Afeganistão, escrito e dirigido por Siddiq Barmak, conta a história de uma garota no Afeganistão, sob o domínio talibã, que se disfarça de menino, adotando o nome de Osama, a fim de sustentar sua família, já que seu pai e seu tio haviam sido mortos durante a guerra, e ela e sua mãe não tinham permissão de viajar sem um "acompanhante legal" masculino.

## Prevalência e aceitabilidade
A prática cultural do bacha posh era originalmente não divulgada fora do Oriente Médio. No entanto, como resultado das produções da mídia, a bacha posh e seu papel na sociedade estão sendo lentamente revelados. Não há estatísticas sobre quantas famílias têm filhas 'vestidas como um menino', devido à natureza um tanto secreta da prática. Somente a família principal, os amigos da família e as autoridades de saúde e educação necessárias conhecem o sexo biológico do bacha posh. É tolerado e reconhecido pela sociedade em geral, e visto como uma solução prática para aqueles sem herdeiro ou figura masculina acompanhante. Embora seja tolerado, um bacha posh pode ser intimidado e provocado por não estar em conformidade com as crenças religiosas e as normas sociais, uma vez que se descobre ser ela uma menina. Uma vez revelado, um bacha posh pode receber estigmatização semelhante à sentida pela comunidade LGBT, sem realmente se identificar como tal.

## Motivações e efeitos
A psicóloga clínica e de desenvolvimento Diane Ehrensaft teoriza que, ao se comportar como meninos, o bacha posh não está expressando sua verdadeira identidade de gênero, mas simplesmente se ajustando às esperanças e expectativas dos pais. Ela cita os pais que oferecem às filhas privilégios que as garotas não teriam, como a chance de andar de bicicleta e jogar futebol e críquete, bem como bacha poshes queixando-se de que não se sentem à vontade com os meninos e preferem viver como uma menina.
Depois de viverem como bacha posh por algum tempo, a maioria acha difícil socializar novamente com as meninas, porque elas se acostumaram com a socialização com os meninos, pois foi isso que eles cresceram fazendo. Elaha, que foi bacha posh durante vinte anos, mas voltou a ser 'mulher' quando ingressou na universidade, disse à BBC que voltou apenas por causa das tradições da sociedade. A razão pela qual é tão difícil voltar a ser menina é que eles devem se comportar como um menino quando estão desenvolvendo suas personalidades, e adotam traços de personalidade masculinos mais estereotipados, porque é isso que lhes ensinam. Algumas sentem como se tivessem perdido memórias essenciais da infância e suas identidades como meninas. Outras acham que foi bom experimentar as liberdades que não teriam se tivessem sido 'meninas normais' crescendo no Afeganistão. A mudança em si também pode ser muito difícil, já que a maioria, se não todos, os direitos e privilégios dos 'meninos' são retirados quando elas passam para o papel de mulheres, e não querem voltar depois de terem experimentado a liberdade quando menino.
O cerne da controvérsia sobre essa prática, em termos do recente movimento pelos direitos das mulheres afegãs, é se a prática capacita as mulheres e as ajuda a ter sucesso, ou se a prática é psicologicamente prejudicial. Muitas das mulheres que passaram pelo processo dizem que sentem que a experiência foi empoderadora e sufocante. O verdadeiro problema, dizem os ativistas, não é a prática em si, mas os direitos das mulheres nessa sociedade.

## Reentrada na sociedade
Quando um bacha posh atinge a idade de casar-se geralmente entre 15 e 17 anos, e/ou quando suas formas femininas se tornam mais pronunciadas, na maioria dos casos, o pai decide quando ela se tornará novamente sua filha. No entanto, estando em idade de casar, essas mulheres podem ter voz na decisão de serem consideradas novamente como filhas e isso significa ir contra os desejos de seu pai, assim como os desejos da família, e podem acabar sendo marginalizadas ainda mais, sem o apoio da família em uma sociedade altamente orientada nesse sentido. Como a maioria dos bacha posh passa seus anos pré-pubescentes em um papel masculino na sociedade, muitos deixaram de aprender as habilidades necessárias para serem uma esposa, doméstica, de fala mansa e atenciosa, pois muitos experimentam uma ansiedade desagradável com a transição para a feminilidade.

## Na mídia
- O romance de Nadia Hashimi, de 2014, A pérola que quebrou sua concha
- O livro de Jenny Nordberg As meninas subterrâneas de Cabul: em busca de uma resistência oculta no Afeganistão
- O diretor de cinema iraniano Majid Majidi, filme de 2001, Baran.
- Osama, filme afegão de 2003 sobre uma garota que se veste de menino para sustentar sua família
- O romance infantil de Nadia Hashimi, 2016 Half One from the East
- O romance adulto jovem de Anna-Marie McLemore When the Moon was Ours apresenta Sam (Samira), uma protagonista italiana/paquistanesa que também é um homem transgênero que aceita a identidade de gênero dentro/fora de seu papel de bacha posh
- The Breadwinner, 2017, é sobre uma garota que se veste de menino para sustentar sua família.
- Um segundo nascimento de Ariel Mitchell (peça completa, comédia dramática: em uma vila rural no sul do Afeganistão, uma família luta com a tradição do bacha elegante). Estreia na cidade de Nova York: THML Theatre Company no The Center at West Park, de 1 a 24 de março de 2019. Desenvolvimento, histórico de produção, prêmios.